# Исии Кикудзиро
Кикудзиро Исии (яп. 石井 菊次郎 Исии Кикудзиро:, 24 апреля 1866 — 25 мая 1945 года) — японский дипломат, министр в периоды Мэйдзи, Тайсё и в начале периода Сёва. С 1915 по 1916 годы занимал пост министра иностранных дел Японской империи.

## Биография
Исии родился в Мобаре, провинция Казуса (в настоящее время — префектура Тиба). Окончил юридический факультет Токийского императорского университета и поступил на службу в Министерство иностранных дел. Его первая заграничное назначение — атташе в Париже в 1891 году, в 1896 году был направлен в Чемульпо, Корея, а через год — в Пекин. 
Во время Боксёрского восстания выступал в качестве дипломатического посредника между различными иностранными армиями, проведя шесть месяцев на фронте, прикомандированным к 5-й пехотной дивизии Императорской армии Японии.
Исии был назначен заместителем министра иностранных дел при премьер-министре Кацуре Таро с 1908 по 1912 годы. 24 августа 1911 года получил титул барона (дансяку). Перед этим, 13 июня того же года, был награждён из высшей степенью Ордена Священного сокровища. После исполнения обязанностей японского посла во Франции в 1912—1915 годах, был министром иностранных дел во втором правительстве Окумы Сигэнобу с 1915 по 1916 годы, сыграл важную роль в нормализации отношений между Японией и Россией.
В 1916 году Исии был произведён в виконты (сисяку) и назначен в палату пэров в парламенте Японии.
Наиболее известеными за улучшение японо–американских отношений в период возрастающей напряженности вокруг Китая и также за преследования японцев, живущих в Соединенных Штатах, по расовому признаку. 
Действия Исии отражали твердое убеждение, что хорошие отношения между Соединенными Штатами и Японией имеют важное значение будущего экономического и политического роста страны. 
В качестве специального посланника в Соединенных Штатах в 1917—1918 годах, он заключил соглашение, которое должно было разрядить напряженность между двумя народами, но оказалось ограниченным в эффективности из-за нежелания правительств пойти на уступки. 
Исии остался в США в качестве посла на период с 1918 по 1919 год, пытаясь уменьшить напряженность, созданную в вторжением японских войск в Сибирь и на Дальний восток, начавшуюся в рамках поддержки со стороны западных стран Белого движения в борьбе против большевиков.
В конце 1910-х годов Исии уехал Европу для участия в Парижской мирной конференции, где взял на себя инициативу по демаркации польско–немецкой границы, а затем работал в качестве председателя совета и ассамблеи Лиги Наций в 1923 и 1926 годах. Он также возглавлял японскую делегацию на Женевской морской конференции.
С 14 по 16 июня 1927 года он принимал участие в Женевской конференции министров иностранных дел, которая была собрана по инициативе Джозефа Остина Чемберлена.
После возвращения в Японию Исии вошёл в Тайный совет, где работал с 1925 по 1945 годы. 
Был весьма откровенен в своём отрицательном отношении к тройственному пакту между Японией, нацистской Германией и фашистской Италией. В своей книге «Дипломатические комментарии» (1931, рус. пер. 1942), посвящённой японской дипломатии с середины XIX в. до 20-х XX в., выступал апологетом агрессивной внешней политики Японии.
Во время бомбардировки Токио 26 мая 1945 года Исии в последний раз видели направляющимся в сторону храма Мэйдзи, который был указан как безопасное убежище для жителей близлежащих районов. До храма он не добрался, предположительно, погиб. 
Его тело так и не нашли.